# Kruikesmolen
De Kruikesmolen is een voormalige watermolen op de Jeker in de Belgische gemeente Tongeren. De molen bevindt zich aan de Neremweg en de Sportpleinstraat ter hoogte van de Moerenpoort.
De Kruikesmolen is ontstaan uit een complex van drie molens; de Moutmolen, de Lakenmakerstoren en de Begijnenmolen. De Mout- en Lakenmakerstoren werden naast elkaar gebouwd terwijl de Begijnenmolen zich aan de overzijde van de straat bevond. In 1241 was de Moutmolen het eigendom van het Prinsbisdom Luik, de molen was de banmolen voor het malen van mout in de stadsvrijheid Tongeren. In 1618 verwierf de stad Tongeren de eigendomsrechten van deze molen. De Lakenmakerstoren was eigendom van de abdij van Beaurepart voordat de molen in 1536 verkocht werd aan de lakenmakers die er een volmolen van maakten. De Begijnhofmolen was tot 1567 een graanmolen, na de verkoop aan de lakenmakers werd de molen een oliemolen. Op de plaats van dit molencomplex is de Jeker overwelfd, waardoor enkel de molengebouwen nog bewaard zijn.
De molen is niet beschermd maar staat wel op de inventaris van bouwkundig erfgoed.
- Inventaris van het Bouwkundig Erfgoed (Vlaanderen): 37395